# Team Umizoomi
Umizoomi é uma série de desenho animado musical-infantil estadunidense-canadense direcionada para o público pré-escolar e produzida pela Curious Pictures e Nickelodeon Animation Studios. Ele mistura computadorizada e live-action.
No Brasil, foi transmitida no SBT no programa Carrossel Animado em 2011, depois estreou nos canais Nick Jr., Rede Bandeirantes e TV Cultura no dia 18 de fevereiro de 2012, dentro do programa Quintal da Cultura.
Em Portugal, foi transmitida na SIC em 2010 e 2012, depois estreou no Nick Jr. em 2 de novembro de 2017.

## Sinopse
O desenho mostra um grupo de pequenos super-heróis Milli, Geo e Bot que juntos formam a Equipe Umizoomi, uma equipe com poderes matemáticos disposta a ajudar as crianças da Umi Cidade a resolverem seus problemas. Os personagens contam muitas vezes com a ajuda do telespectador para resolver as coisas, lembrando um pouco outra série do Nick Jr.: Dora, a Aventureira.

## Personagens

### Milli
Uma menina com o uniforme rosa irmã mais velha de Geo. Ele possui o "Poder do Desenho" que lhe permite mudar as cores de seu vestido para tirar desenhos dele para completar imagens e também o "Poder da Medida" que lhe permite medir as coisas com suas maria-chiquinhas elásticas

### Geo
Um menino dos cabelos azuis e uniforme azul, irmão mais novo de Milli. Ele possui o "Poder da Figura" que lhe permite tirar formas geométricas de seu cinto para criar objetos úteis nas missões. Ele é o menor da equipe e possui um par de patins.

### Bot
Um robô com a cor verde melhor amigo de Milli e Geo. Ele possui uma tela em sua barriga chamada de "Tele-Tele-Barriguinha" da qual recebe os chamados de ajuda das crianças da Umi Cidade. É capaz de esticar seus braços e pernas e também de tirar úteis coisas de dentro seu corpo.

### Umicarro
É o carro da equipe Umizoomi que os transporta por maior parte das aventuras. Nos primeiros episódios ele era um simples carro, mas com o tempo ganhou vida própria.

### Porteiro Ratão
É um rato porteiro que trabalha na Umicidade e é amigo da equipe Umizoomi. Ele chega a ajudar a equipe algumas vezes, só aparece de vez em quando

## Bordões
- "Pisar, pisar, esmagar!"- Dragões da Matemática
- "Que forma tem 3 lados?"- Dragões da Matemática
- "Guizo, trompete, trompete!"- A Fábrica do Papai Noel
- "Vamos ver quem está aqui na minha teli-teli... barriguinha!"- maioria dos episódios